# Денис Стульніков
Денис Стульніков — український танцюрист, хореограф-постановник, кліпмейкер і режисер. 
Відомий своєю роботою над постановкою хореографії в кліпах популярних українських та російських виконавців: Ані-Лорак, Монатік, Open kids, Время и Стекло,  Віра Брежнєва, Сергій Лазарев та ін. Є хореографом-постановником  концертних турів, телепередач, рекламних компаній.
Він 4 рази отримав перемогу в номінації "Хореограф року/Хореографія" в щорічній музичній премії M1 Music Awards (2015, 2016, 2018, 2019).

## Особисте життя
Дружина — Катерина Стульнікова, донька — Лея.

## Відеокліпи
| Рік  | Пісня      | Співак                               | Посилання в Youtube                               | Кількість переглядів* |
| ---- | ---------- | ------------------------------------ | ------------------------------------------------- | --------------------- |
| 2016 | Круче всех | Open Kids (feat. Quest Pistols Show) | [Архівовано 15 листопада 2019 у Wayback Machine.] | 308 млн.              |
| 2018 | Прыгай!    | Open Kids (feat. Detki)              | [Архівовано 29 листопада 2019 у Wayback Machine.] | 16 млн.               |

*  - станом на 03.04.2020

## Нагороди
Денис є абсолютним рекордсменом серед перемог у номінації "Хореограф року/Хореографія" в щорічній музичній премії M1 Music Awards. Станом на 2019 рік було проведено 5 церемоній нагородження цією премією і 4 рази у вищеназваній номінації він перемагав (2015, 2016, 2018, 2019 роки).
| Рік  | Премія          | Номінація      | Результат | Назви робіт                                                                   | Дж.   |
| ---- | --------------- | -------------- | --------- | ----------------------------------------------------------------------------- | ----- |
| 2015 | M1 Music Awards | Хореографія    | Перемога  | Quest Pistols Show і MONATIK "Мокрая"                                         |       |
| 2016 | M1 Music Awards | Хореографія    | Перемога  | Open Kids ft. Quest Pistols Show "Круче всех"                                 |       |
| 2017 | M1 Music Awards | Хореографія    | Номінація |                                                                               |       |
| 2018 | M1 Music Awards | Хореограф року | Перемога  |                                                                               | [ 2 ] |
| 2019 | M1 Music Awards | Хореограф року | Перемога  | Monatik — «Love It Ритм», Monatik — «Каждый раз», Tarabarova — «Мені казково» |       |